# Xylocheles
Xylocheles is een geslacht van kreeftachtigen uit de klasse van de Malacostraca (hogere kreeftachtigen).

## Soorten
- Xylocheles macrops (Forest, 1987)
- Xylocheles miersi (Alcock & Anderson, 1899)